# Engenharia robótica
A engenharia robótica é um ramo tech da engenharia que combina princípios de mecânica, eletrônica, computação e inteligência artificial para projetar, construir, operar e aplicar sistemas robóticos.
Engenheiros robóticos trabalham no desenvolvimento de máquinas autônomas ou semi-autônomas que podem realizar tarefas de forma independente ou com supervisão humana, sendo amplamente utilizados em setores como manufatura, saúde, exploração espacial, agricultura, segurança, entre outros. Essa disciplina é fundamental para a automação de processos industriais e para o desenvolvimento de novas tecnologias em áreas emergentes como robôs autônomos, robótica assistiva e robótica colaborativa.
Ao contrário da robótica como área de conhecimento, que foca na concepção geral de robôs e suas aplicações, a engenharia robótica se concentra nos processos de design, fabricação e implementação de sistemas robóticos, integrando conceitos de cinemática, dinâmica, sistemas de controle e algoritmos de inteligência artificial para construir dispositivos que desempenham funções específicas com precisão e eficiência.

## História
A história da engenharia robótica tem suas origens em conceitos de máquinas autônomas que remontam à antiguidade, quando inventores gregos, como Heron de Alexandria, e árabes, como Al-Jazari, desenvolveram autômatos movidos a vapor e hidráulica para simular comportamentos humanos e animais. No entanto, o campo como o conhecemos hoje começou a ganhar forma apenas no século XX, com o surgimento de componentes eletrônicos e sistemas de controle que permitiram a criação de máquinas verdadeiramente autônomas e reprogramáveis.

### A Era Industrial e os primeiros robôs (1940–1960)
O desenvolvimento da engenharia robótica moderna começou após a Segunda Guerra Mundial, quando pesquisadores passaram a explorar a automação como uma solução para aumentar a produtividade industrial e reduzir a intervenção humana em tarefas perigosas ou repetitivas. Em 1948, William Grey Walter criou o "Tortoise", um robô eletromecânico capaz de realizar comportamentos simples e navegar autonomamente, servindo como um precursor de conceitos de inteligência robótica.
O marco inicial para a engenharia robótica industrial foi o Unimate, um robô manipular desenvolvido por George Devol e Joseph Engelberger em 1954. O Unimate era capaz de mover peças de metal fundido de uma esteira para outra com precisão, aumentando a eficiência e segurança em linhas de produção automotiva. A primeira instalação comercial ocorreu em 1961 na fábrica da General Motors, revolucionando o uso de robôs industriais e inaugurando a era moderna da automação industrial. A partir desse ponto, o uso de robôs industriais cresceu rapidamente, especialmente em indústrias automotivas e de eletrônicos, e contribuiu para o desenvolvimento de novos campos da engenharia, como controle de movimento, robótica de precisão e robótica adaptativa.

### Expansão tecnológica e novas aplicações (1970–1990)
Nas décadas de 1970 e 1980, a engenharia robótica passou por uma rápida evolução tecnológica. Durante esse período, a inclusão de sensores mais avançados, como câmeras e sensores de força, e o desenvolvimento de controladores programáveis tornaram os robôs mais flexíveis e adaptáveis. Essas inovações permitiram que eles realizassem uma gama maior de tarefas, desde montagem de componentes delicados até soldagem e pintura automatizadas.
A robótica espacial também ganhou destaque nessa época. Em 1981, a NASA introduziu o Canadarm, um braço robótico projetado pela Agência Espacial Canadense para o ônibus espacial. O Canadarm foi um exemplo de engenharia robótica de precisão e mobilidade, sendo utilizado para o manuseio de cargas e para a montagem de estações espaciais. Esse tipo de robô estabeleceu um novo padrão para sistemas robóticos em ambientes de microgravidade e mostrou a importância da robótica para exploração espacial e operações complexas.
Em paralelo, surgiram também os primeiros protótipos de robôs móveis para exploração em ambientes adversos, como o Shakey, criado no final da década de 1960 pelo Stanford Research Institute (SRI). Shakey combinava sensores visuais, planejamento de movimento e controle autônomo, sendo um marco no desenvolvimento de conceitos de robótica móvel e sistemas de navegação.

### Robótica avançada e a inclusão de Inteligência Artificial (1990–Presente)
No final do século XX, a introdução de técnicas de Inteligência Artificial (IA) e aprendizado de máquina transformou radicalmente o campo da engenharia robótica. Robôs começaram a ser projetados para realizar tarefas que exigiam uma capacidade de percepção mais avançada e interação adaptativa com humanos e outros sistemas. Um exemplo inicial dessa evolução foi o ASIMO, da Honda, introduzido em 2000. O ASIMO foi um dos primeiros robôs humanoides a ser capaz de caminhar, correr e interagir com pessoas, demonstrando avanços significativos na integração de controle motor e processamento de linguagem natural.
Esse período também viu o crescimento de robôs de serviço e assistivos, projetados para atuar em ambientes domésticos e de saúde. O uso de algoritmos de IA permitiu que esses sistemas não apenas executassem tarefas pré-programadas, mas também aprendessem a partir da interação com o ambiente e ajustassem suas ações em tempo real. Exemplos notáveis incluem robôs de limpeza doméstica, como o Roomba, e robôs assistivos para idosos, como o Paro, que atua como um robô terapêutico em formato de foca.
Atualmente, a engenharia robótica está na vanguarda da tecnologia, com avanços em robótica colaborativa (robots colaborativos, ou cobots), robótica soft (uso de materiais flexíveis para interação segura) e robótica autônoma.

## Fundamentos da engenharia robótica
Os fundamentos da engenharia robótica envolvem diversas disciplinas e tecnologias, que juntas possibilitam o desenvolvimento de sistemas robóticos avançados, eficientes e adaptáveis a diferentes ambientes e desafios. Entre esses fundamentos, destaca-se a mecânica, que é responsável pela concepção e construção das partes físicas dos robôs, como articulações, atuadores, engrenagens e os mecanismos de movimento.
A mecânica define o comportamento cinemático e dinâmico dos robôs, determinando como eles se movem e interagem fisicamente com o mundo ao seu redor. Desde braços robóticos utilizados em fábricas até robôs móveis, a engenharia mecânica foca em garantir que esses sistemas sejam robustos, precisos e adequados para suas funções específicas. Aspectos como torque, velocidade e capacidade de carga são cuidadosamente considerados no design para maximizar a eficiência e segurança do robô.
Outro pilar essencial é a eletrônica e controle, que cobre o desenvolvimento de circuitos elétricos, controladores e sistemas que permitem o funcionamento integrado dos robôs. A eletrônica fornece a interface entre os sensores e atuadores, enquanto os sistemas de controle, como PID (Proporcional-Integral-Derivativo), garantem que os movimentos e ações dos robôs sejam realizados com precisão e estabilidade. Esse controle permite que os robôs interajam com o ambiente de forma responsiva, acionando seus atuadores (motores, servos, etc.) conforme as necessidades operacionais, enquanto processam sinais recebidos de seus sensores.
A computação e software constitui outro componente fundamental da engenharia robótica, sendo responsável pela criação dos algoritmos de controle, navegação e inteligência que governam o comportamento dos robôs. Isso inclui tanto as rotinas de programação que determinam os movimentos e tarefas quanto o uso de sistemas avançados de inteligência artificial (IA) que permitem aos robôs tomar decisões autônomas. Softwares especializados são usados para definir trajetórias, controlar processos e fazer a integração com outros sistemas, como redes de comunicação. O avanço em IA também contribui significativamente para que robôs consigam se adaptar a ambientes desconhecidos e evoluir seu comportamento com base em experiências prévias, promovendo maior flexibilidade em tarefas não predefinidas.
Outro elemento crucial são os sensores, que fornecem aos robôs a capacidade de perceber e interpretar o ambiente ao seu redor. Esses dispositivos coletam dados que são processados para tomar decisões informadas e ajustar as ações do robô de acordo com as condições do ambiente. Sensores podem ser de diversos tipos, como sensores de visão, que utilizam câmeras e lasers para mapear o ambiente tridimensionalmente; sensores ultrassônicos, que detectam a proximidade de objetos; sensores táteis, que medem a pressão e o contato físico; e até câmeras 3D, que oferecem uma visão detalhada para navegação e manipulação. Com essas informações, os robôs podem identificar obstáculos, calcular distâncias e ajustar suas rotas, tornando-se mais precisos e eficientes em suas funções.

## Áreas de aplicação
A engenharia robótica tem uma ampla gama de aplicações em diversos setores. Entre as mais comuns estão:
- Indústria automotiva: robôs industriais são utilizados em linhas de montagem para realizar tarefas como soldagem, pintura e montagem de peças automotivas. A precisão e a velocidade proporcionam maior eficiência e segurança.
- Saúde: robôs cirúrgicos, como o Da Vinci, permitem que médicos realizem cirurgias minimamente invasivas com maior precisão. Além disso, robôs de assistência ajudam na reabilitação, transporte de pacientes e administração de medicamentos.
- Exploração espacial: robôs são essenciais para missões espaciais, onde operam em ambientes hostis e inacessíveis ao ser humano. Exemplos incluem os rovers da NASA que exploram a superfície de Marte.
- Agricultura: robôs agrícolas realizam tarefas como plantio, colheita e monitoramento de culturas, contribuindo para a automação do campo e para uma agricultura mais eficiente.
- Defesa e segurança: robôs são empregados em atividades de defesa e vigilância, como desarmamento de bombas e operações de reconhecimento em áreas de risco.

## Avanços tecnológicos
Os avanços na engenharia robótica estão intimamente ligados às inovações em inteligência artificial, aprendizagem de máquina e a integração de novos materiais e tecnologias de sensores. As pesquisas atuais focam em áreas como:
- Robótica colaborativa: robôs projetados para trabalhar diretamente com humanos em ambientes de produção e serviços.[28][29]
- Aprendizado de máquina e IA: o uso de redes neurais profundas e aprendizado por reforço permite que os robôs aprendam a partir de dados e ajustem seu comportamento de forma autônoma.[30]
- Robótica soft: uso de materiais flexíveis e atuadores de nova geração que permitem uma interação mais segura com humanos, especialmente em robôs assistivos e colaborativos.[31]
- Biorrobótica: desenvolvimento de sistemas que imitam mecanismos biológicos, como próteses robóticas que se adaptam ao corpo humano e dispositivos de micro-robótica para aplicações médicas.[32][33]

## Normativas e padrões técnicos
A engenharia robótica é regida por uma série de normas internacionais que estabelecem requisitos de segurança, desempenho e interoperabilidade, visando garantir que os sistemas robóticos operem de maneira eficiente e segura em diversos contextos. Entre as normas mais relevantes estão a ISO 10218 e a ISO/TS 15066, que estabelecem diretrizes para robôs industriais e robôs colaborativos, respectivamente.
A ISO 10218, composta por duas partes (ISO 10218-1 e ISO 10218-2), define os requisitos de segurança para a construção e integração de robôs industriais, cobrindo aspectos como limites de velocidade, monitoramento de força e espaço de operação. Essas normas são obrigatórias em muitas indústrias que utilizam robôs em processos automatizados, como o setor automotivo e a manufatura de eletrônicos, garantindo que os equipamentos possam trabalhar sem oferecer riscos aos operadores humanos.
Já a ISO/TS 15066 foca nos robôs colaborativos, que compartilham o mesmo espaço de trabalho com humanos. Essa norma complementa a ISO 10218 ao introduzir limites de força e pressão para contato seguro entre humanos e máquinas, além de especificar métodos para avaliar o impacto de possíveis colisões. Seu objetivo é garantir que a colaboração humano-robô ocorra de maneira fluida, minimizando o risco de acidentes.
Outras normas e especificações técnicas relevantes incluem a IEC 61508 (Segurança Funcional de Sistemas Eletrônicos), a ANSI/RIA R15.06 (Segurança de Robôs Industriais na América do Norte) e a ISO 13482, que trata de robôs pessoais de serviço, como robôs assistivos e de mobilidade.

## Impacto social e considerações éticas
A crescente presença de robôs em atividades humanas, tanto no ambiente industrial quanto em aplicações cotidianas, levanta questões éticas e sociais significativas. Esses dilemas exigem um equilíbrio entre a inovação tecnológica e a responsabilidade no desenvolvimento e aplicação da robótica, além de envolver um diálogo contínuo entre engenheiros, formuladores de políticas e a sociedade em geral para garantir que as novas tecnologias robóticas sejam introduzidas de maneira segura e responsável.

### Substituição de trabalhadores humanos
A automação robótica vem transformando setores como a manufatura, logística e agricultura, gerando preocupação sobre o impacto no mercado de trabalho e na segurança empregatícia. Embora a automação possa aumentar a produtividade, ela também ameaça empregos tradicionais, especialmente em funções repetitivas e manuais. Esse cenário demanda políticas de requalificação profissional e novas estratégias de inserção no mercado de trabalho, a fim de minimizar os efeitos sociais adversos.

### Privacidade e vigilância
Robôs equipados com câmeras e sensores estão sendo utilizados para monitoramento e segurança, desde drones policiais até robôs de patrulha em ambientes públicos e privados. A capacidade dessas máquinas de coletar, armazenar e analisar dados sensíveis levanta preocupações sobre a privacidade individual e o uso ético dessas informações. É necessário desenvolver regulamentações claras que definam os limites do uso de tecnologias de vigilância automatizada e garantam a proteção dos direitos individuais.

### Autonomia em sistemas militares
O uso de robôs em operações militares — como drones de combate e sistemas de defesa automatizados — levanta dilemas éticos quanto ao controle e à responsabilidade por ações tomadas de forma autônoma, especialmente em contextos de vida e morte. Questões como a possibilidade de tomada de decisão autônoma em situações críticas, a responsabilidade legal por danos causados por robôs e o risco de proliferação de armas autônomas são temas centrais no debate sobre robótica militar. A comunidade internacional vem pressionando por acordos que limitem o uso de robôs autônomos em contextos bélicos, visando prevenir o desenvolvimento descontrolado dessas tecnologias.